# Sasaki Yoshikiyo
Sasaki Yoshikiyo (佐々木義清, [[[1161]] - 1242] Erro: {{japonês}}: texto da transliteração contém caractere não latino (pos 19) (ajuda)) foi um samurai , que foi o fundador do Ramo Izumo Genji do Uda Genji .

## Vida
Yoshikiyo foi o quinto filho de Sasaki Hideyoshi , que era o líder do Ramo Sasaki do Uda Genji, na Província de Ōmi . Hideyoshi, lutou contra o clã Taira nas Rebeliões Hōgen (1156) e Heiji (1160). Como resultado da derrota Hideyoshi foi privado de seu Han, e foi exilado para a província de Sagami. Shibuya Shigekuni que era um Daimyo de Sagami respeitava a bravura de Hideyoshi. É por isso que ele o abrigou em suas terras e consentiu que Hideyoshi se casasse com sua filha.
Yoshikiyo nasceu em Sagami em 1161, tinha quatro irmãos mais velhos, de diferentes mães. Yoshikiyo cresceu em Sagami, e se casou com uma filha de Ōba Kagechika .

### Carreira Militar
Quando Minamoto no Yoritomo (líder dos Genji) levantou um exército para derrubar os Heike), em 1180, os meio-irmãos de Yoshikiyo ficaram do lado de Yoritomo. Shibuya Shigekuni que era o avô materno de Yoshikiyo se alinhou com os Taira e Ōba Kagechika, seu sogro, se tornou o chefe do exército dos Tairas.
Hideyoshi embora oficialmente ficasse do lado dos Tairas, na prática ficou do lado de Yoritomo. Seu filho Yoshikiyo também tinha essa posição, mas ao contrário de seus meio-irmãos finalmente passa a apoiar os Tairas.
Os Taira ganharam a Batalha de Ishibashiyama , que acabou por ser a primeira luta de uma série de guerras. Por outro lado Yoritomo  venceu a Batalha de Fujikawa. Yoshikiyo se rendeu ao lado de Yoritomo, e lutou na Guerra Genpei .
Em 1185 os Taira foram finalmente derrotados na Batalha de Dan no Ura. Após o fim da guerra, os quatro meio-irmãos mais velhos de Yoshikiyo foram elogiados por Yoritomo, e como recompensa receberam vários (Han). E como Yoshikiyo inicialmente tinha ficado do lado do inimigo, simplesmente não obteve qualquer prêmio. No entanto, Yoshikiyo continuou a trabalhar sério sem ligar para isso.
Em 1221, estourou a Guerra Jōkyū. Yoshikiyo ficou do lado do Bakufu (Shogunato Kamakura) e obteve uma vitória nesta guerra. Seus serviços militares e seus antigos sucessos foram finalmente elogiados pelo Bakufu e se tornou Shugo da Província de Oki e da Província de Izumo .

### Shugo
Desde que se tornou o Shugo de Oki e Izumo, emigrou para Izumo. Em 1242, Yoshikiyo morreu aos 81 anos de idade.
| Precedido por Ninguém          | -- 1º Líder do Clã Izumo Genji 1225 - 1233 | Sucedido por Sasaki Masayoshi |
| Precedido por Sasaki Sadatsuna | Shugo de Oki 1221 - 1233                   | Sucedido por Sasaki Masayoshi |
| Precedido por Ninguém          | Shugo de Izumo 1225 - 1233                 | Sucedido por Sasaki Masayoshi |